# Donau von Kachlet bis Jochenstein mit Inn- und Ilzmündung
Donau von Kachlet bis Jochenstein mit Inn- und Ilzmündung este o arie protejată (arie specială de conservare — SAC, sit de importanță comunitară — SCI) din Germania întinsă pe o suprafață de 510,76 ha, integral pe uscat.

## Localizare
Centrul sitului Donau von Kachlet bis Jochenstein mit Inn- und Ilzmündung este situat la coordonatele 48°34′37″N 13°32′33″E / 48.5769°N 13.5425°E.

## Înființare
Situl Donau von Kachlet bis Jochenstein mit Inn- und Ilzmündung a fost declarat sit de importanță comunitară în noiembrie 2004 pentru a proteja 10 specii de animale. Situl a fost protejat și ca arie specială de conservare în aprilie 2016.

## Biodiversitate
Situată în ecoregiunea continentală, aria protejată conține 2 habitate naturale: Liziere de ierburi înalte hidrofile de câmpie și de nivel montan până la alpin, Păduri aluvionare cu Alnus glutinosa și Fraxinus excelsior (Alno-Padion, Alnion incanae, Salicion albae).
La baza desemnării sitului se află mai multe specii protejate:
- mamifere (1): castor (Castor fiber)
- pești (9): avat (Aspius aspius), Eudontomyzon vladykovi, răspăr (Gymnocephalus schraetzer), lostriță (Hucho hucho), boarță (Rhodeus amarus), babușcă de tur (Rutilus virgo), clean dungat (Telestes souffia), fusar (Zingel streber), pietrar (Zingel zingel)